# Fay-en-Montagne
Fay-en-Montagne är en kommun i departementet Jura i regionen Bourgogne-Franche-Comté i östra Frankrike. Kommunen ligger i kantonen Poligny som tillhör arrondissementet Lons-le-Saunier. År 2022 hade Fay-en-Montagne 87 invånare.

## Befolkningsutveckling
Antalet invånare i kommunen Fay-en-Montagne
Referens:INSEE